# MAS Šumperský venkov
MAS Šumperský venkov je zapsaný spolek působící na Šumpersku a současně jednou z místních akčních skupin (MAS) v České republice. Zabývá se zejména rozvojem venkova a života v obcích, které spojuje, v souladu s metodou LEADER a CLLD.
MAS Šumperský venkov působí v okresu Šumperk, v Olomouckém kraji, s kanceláří v Novém Malíně. Založena byla v roce 2006.

## Členské obce a územní působnost
Území MAS Šumperský venkov tvoří 16 obcí s více než 26,6 tisíci obyvatel. Zaujímá rozlohu více než 422,54 km².
Rozprostírá se z velké části v Šumperské kotlině, zasahuje do kopců Hraběšické hornatiny, podhůří Nízkého Jeseníku, Úsovské vrchoviny a po své západní hranici rovněž do Hanušovické vrchoviny. Nadpoloviční většinu rozlohy území zaujímají lesy. Průměrná nadmořská výška území je 425 m n. m., nejvyšším bodem je Mravenečník (1350 m n. m.).

### Členské obce:
- Bludov,
- Dolní Studénky,
- Dlouhomilov,
- Hrabišín,
- Hraběšice,
- Libina,
- Loučná nad Desnou,
- Oskava,
- Nový Malín,
- Petrov nad Desnou,
- Rapotín,
- Sobotín,
- Rejchartice,
- Velké Losiny,
- Vernířovice,
- Vikýřovice.

## Rozvoj regionu a dotace pro venkov

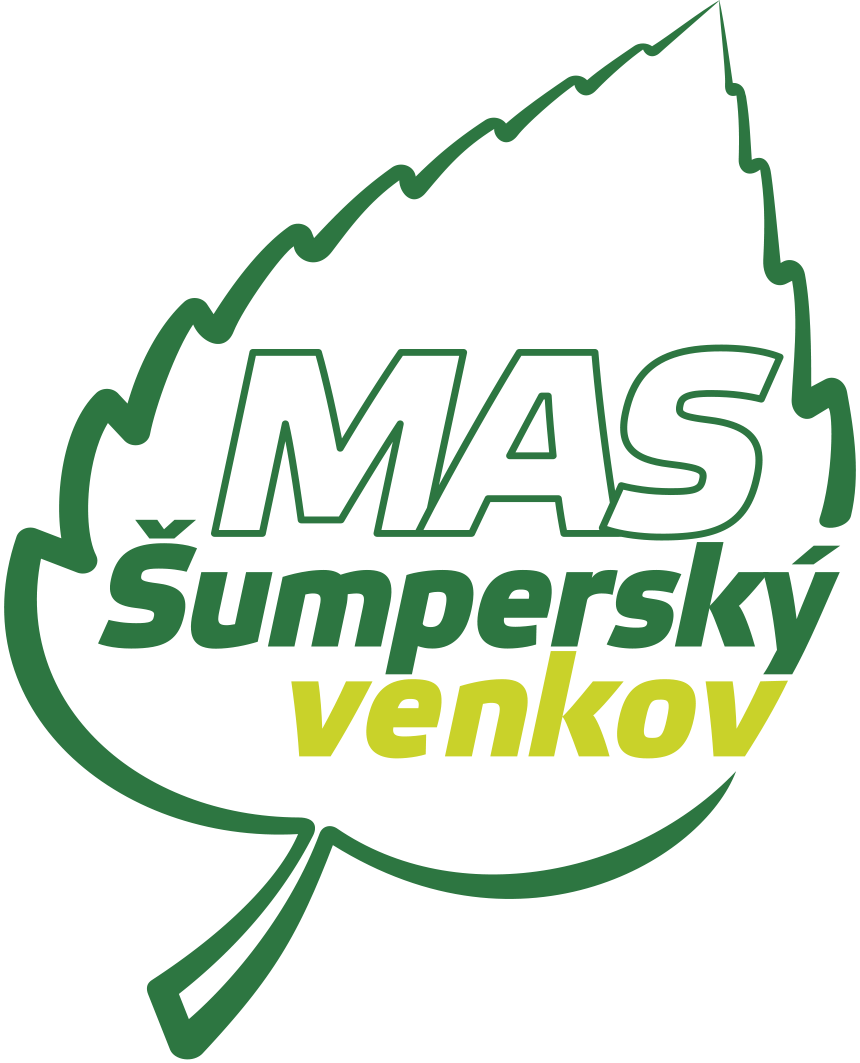
MAS Šumperský venkov

Obce a občané z území regionu MAS (místní akční skupiny) mohou prostřednictvím místní akční skupiny žádat o finanční prostředky na své projekty prostřednictvím dotací. Jejich projekty by přitom měly být v souladu se strategií regionu MAS Šumperský venkov.
- Z lázní do lesů a hor, to je náš krásný region (období 2007-2013)
- Z lázní do lesů a hor, to je náš krásný region II (období 2014-2020)
- Z lázní do lesů a hor, to je náš krásný region III (období 2021-2027)[4]

Hlavní výhodou místních akčních skupin je fakt, že strategické dokumenty netvoří ministři "od stolu" na ministerstvu, ale sami lidé, kteří v obcích žijí a kteří své území dokonale znají. To, jakým směrem se bude region ubírat, a na co peníze, které se podaří MAS získat, půjdou, tak mohou ovlivňovat přímo místní občané – na základě potřeb a priorit svého regionu.
MAS pro každé nové dotační období vytváří strategii komunitně vedeného místního rozvoje (SCLLD). Své vize a cíle poté MAS naplňuje skrze operační programy ministerstev, v rámci kterých místní akční skupiny vypisují pro subjekty ze svého území dotační výzvy. Peníze, které MAS prostřednictvím strategie získá, jsou tak určeny pouze pro toto území. Skrze dotace jsou podporovány oblasti jako je rozvoj zemědělství, založení a rozvoj podnikání na venkově, cestovní ruch, lesnictví, školství, rozvoj občanské vybavenosti, podpora spolkových aktivit, životní prostředí, bezpečnost, aktivity na podporu zaměstnanosti a sociální oblasti apod.

## Další aktivity a projekty
Kromě dotačního poradenství a získávání dotací pro šumperský venkov se MAS Šumperský venkov zabývá také dalšími činnostmi, které rozvíjejí region. Ty by se daly rozdělit do následujících pilířů:

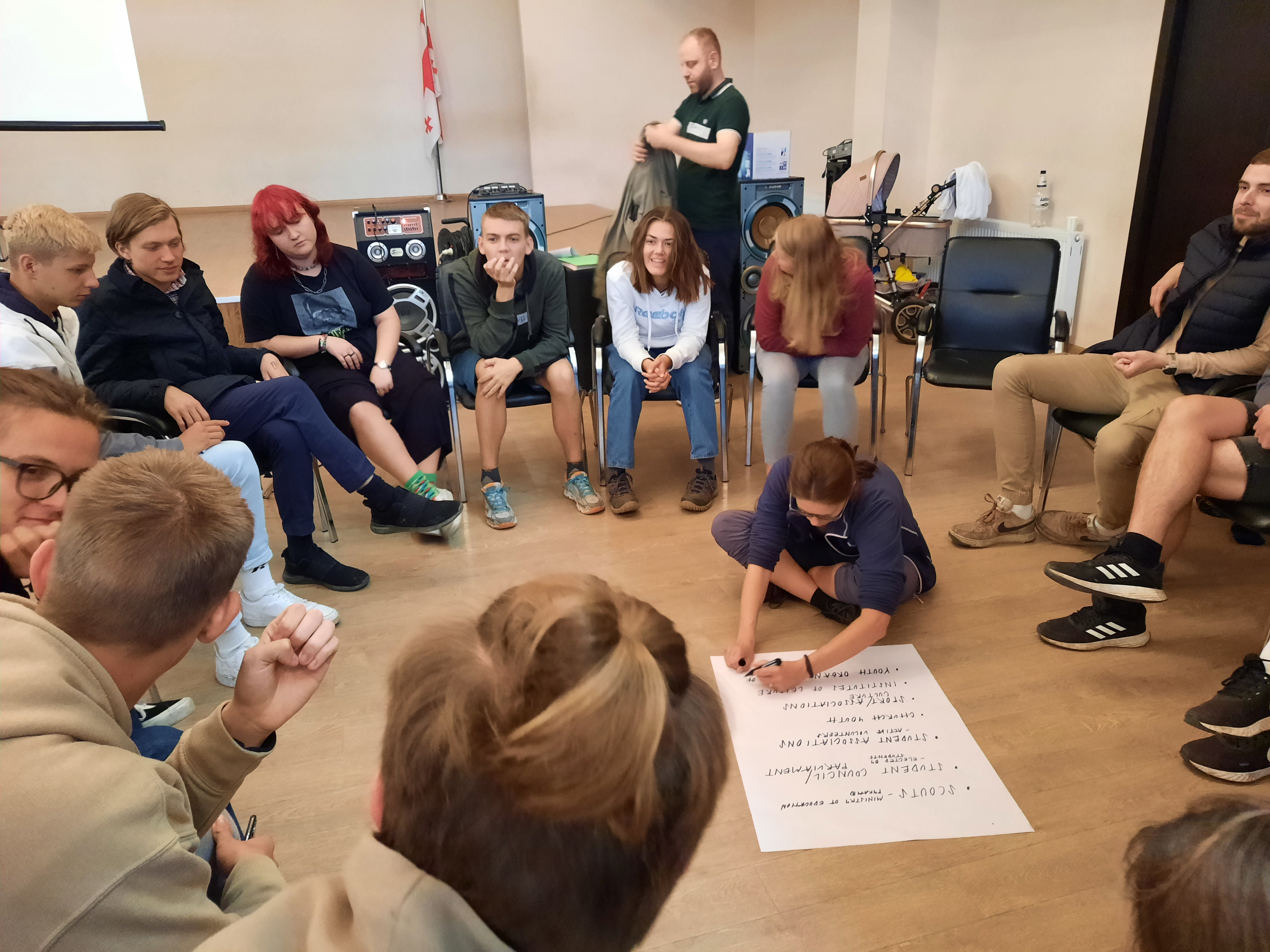
Podpora mládeže - Sněm mládeže, projekt v Gruzii

Podpora mládeže - od svého vzniku podporuje mládež v regionu - snaží se ji aktivizovat a na venkově udržet. Při MAS historicky fungoval sněm mládeže, který mládeži dával prostor zapojit se do dění v regionu i při tvorbě strategických dokumentů. Zástupci Sněmu mládeže spoluorganizují akce (soutěže, sportovní turnaje) a realizují nejrůznější projekty. V posledních letech se MAS svými aktivitami snaží aktivizovat školní parlamenty. V roce 2022 např. zrealizovala zahraniční projekt "Erasmus+: Youth Participation in Decision Making", který usiloval o to, aby byl hlas mladých v regionech více slyšet. Tento projekt byl realizován s partnerskými MAS z Estonska a Gruzie.
Podpora soudržnosti - pravidelně pořádá (ať už sama nebo ve spolupráci se svými partnery) informační a vzdělávací akce v nejrůznějších oblastech života na venkově (vzdělávání, životní prostředí, zemědělství, společenský život, ...).
Spolupráce a sdílení zkušeností - iniciuje a pořádá akce na podporu spolupráce a sdílení zkušeností, propojuje aktéry v území. Pořádá a účastní se setkání s kolegy z ostatních MAS napříč ČR, ale i v zahraničí. Tradiční akcí, kterou MAS několikrát do roka pořádá nebo spolupořádá se sousedními místními akčními skupinami, je např. Snídaně starostů, kde starostové se svými kolegy a hosty řeší aktuální palčivá témata.

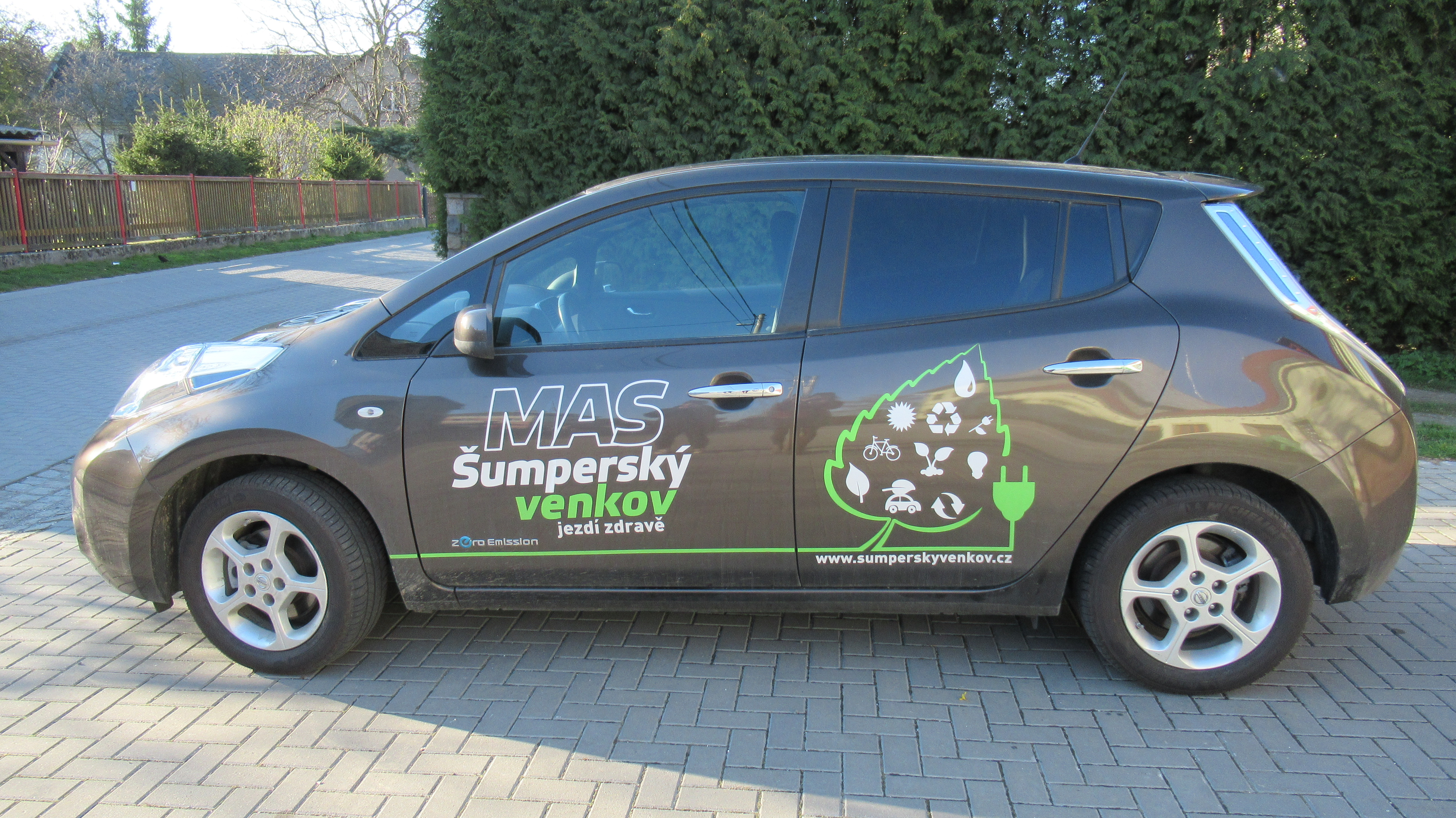
MAS Šumperský venkov - elektromobil

Podpora elektromobility - podporuje a realizuje projekty na podporu elektrocyklistiky a návazné infrastruktury (nabíjecí stanice, odpočinková místa, informační akce, …). V roce 2019 pořídila elektromobil, kterým pracovníci MAS Šumperský venkov dojíždí k žadatelům. Těmito cestami mj. usiluje o osvětu v oblasti elektromobility.
Podpora zaměstnanosti - od roku 2016 pořídila dodávku a zaměstnává "pracovní četu" veřejně prospěšných pracovníků (znevýhodněných na trhu práce), jejichž hlavním úkolem je montáž/demontáž velkokapacitních stanů (ve vlastnictví MAS) a vykonávání dalších veřejně prospěšných prací, které jsou na obcích třeba (zahrádkářské, úklidové, údržbářské práce, ...). Pracovníci mají vedoucí, která jim organizuje práci, přepravuje je a dohlíží na výsledek odvedených prací. Financování této aktivity je založeno na spolupráci s Úřadem práce a realizaci dalších projektů na podporu zaměstnanosti. Od roku 2023 MAS toto téma propojuje s dalšími oblastmi (sociální komunitní práce, podnikání na zkoušku, prorodinná opatření) v rámci projektu "Lepší život na šumperském venkovu".
Podpora regionální produkce - projektem "Od vidlí po vidličku" si MAS Šumperský venkov klade za cíl dostat více lokálních potravin do školních jídelen. Touto cestou navazuje na evropskou strategii Farm to Fork, která stojí na udržitelných potravinách včetně zkracování dodavatelské odběratelských řetězců a snižování uhlíkové stopy. Cílem je, aby 30-40 % všech potravin, které školní jídelny odebírají, byly regionálního nebo alespoň českého původu. K území MAS Šumperský venkov se váže regionální značka "Jeseníky, originální produkt", která zaručuje kvalitu výrobků a služeb a jejich šetrnost k životnímu prostředí. Na obou těchto aktivitách MAS spolupracuje s MAS Horní Pomoraví

### Rozvoj vzdělávání na Šumpersku

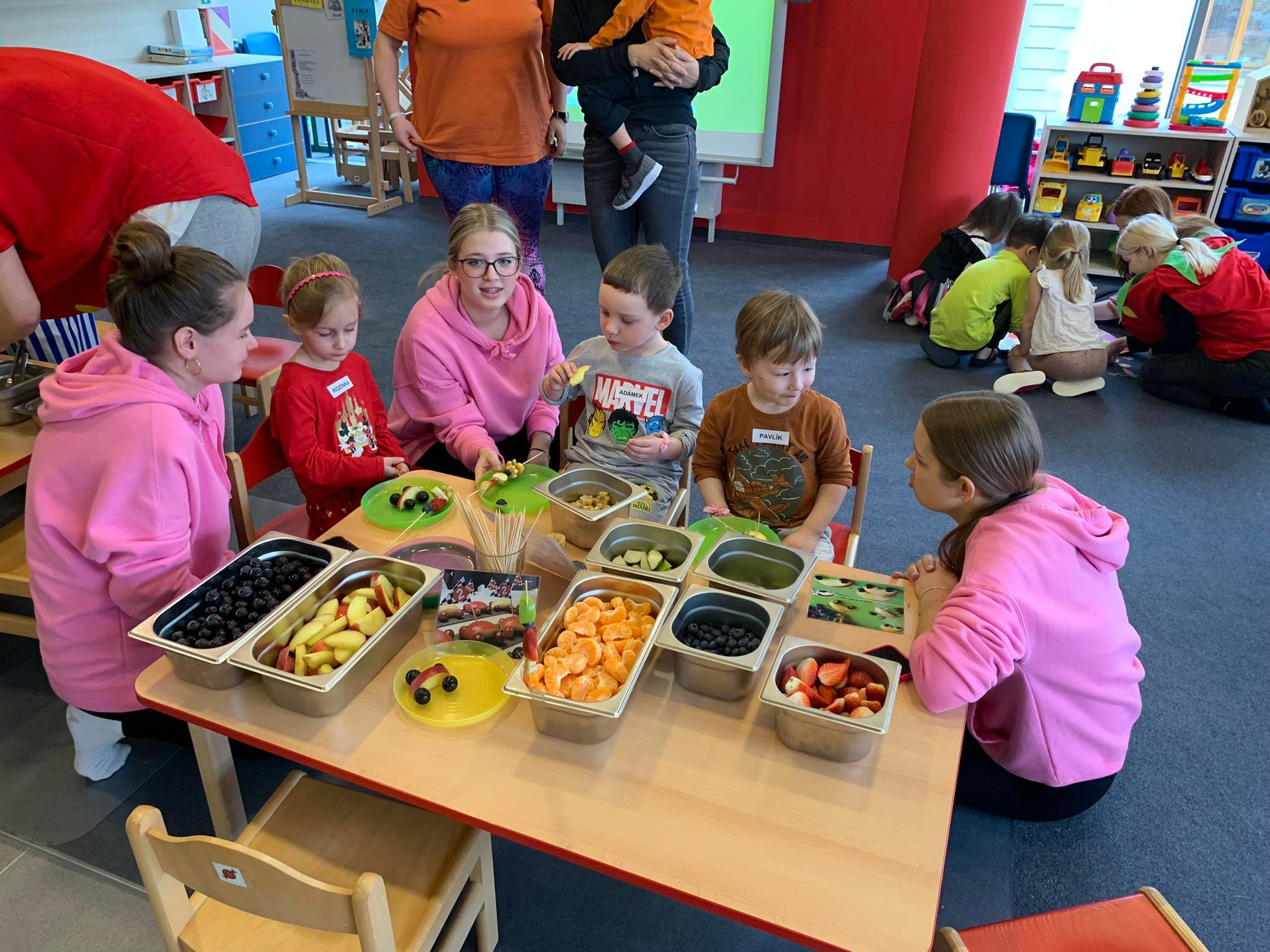
MAP Vzdělávání v ORP Šumperk

MAS Šumperský venkov od roku 2016 realizuje projekt MAP (Místní akční plány vzdělávání) v ORP Šumperk. Projekt je zaměřený na podporu společného plánování a sdílení vzdělávacích aktivit v území, které vede ke zlepšení kvality vzdělávání ve školách, díky tomu je podpořena spolupráce zřizovatelů, škol a ostatních aktérů vzdělávání pro následné společné řešení místně specifických problémů a potřeb a vyhodnocování přínosů spolupráce na území ORP Šumperk.
V první fázi projektu (MAP I) došlo k provázání spolupráce škol na území ORP Šumperk za vzniku tzv. vzájemného Partnerství, které vedlo ke zlepšení spolupráce a komunikace mezi školami, zřizovateli i neziskovými organizacemi. Aktivity byly podpořeny tematickými workshopy, konáním rodičovských akademií aj. Navazující projekt (2018-2022) se zaměřil na cílené implementační aktivity, které vedly k dosažení požadovaných cílů. Vytvořené pracovní skupiny se zaměřily na aktivity, které rozvíjí vzdělávání v dané oblasti (čtenářská a matematická gramotnost, inkluze, výuka cizích jazyků, polytechnické vzdělávání). Rozhodující prvek byla Pracovní skupina Pro financování, ve které jsou zástupci zřizovatelů a ředitelů škol. MAP III (2022-2023) má za cíl budování a rozvoj udržitelného systému komunikace mezi aktéry, kteří ovlivňují vzdělávání na území ORP Šumperk.

### Evropská konference LINC 2022
Velkým úspěchem pro MAS bylo získání pořadatelství evropské konference místních akčních skupin LINC, která se konala v Koutech nad Desnou a v dalších místech na Šumpersku 21.-24. června 2022.  LINC (Leader Inspired Network Community) je konference metody LEADER umožňující výměnu zkušeností mezi různými regionálními komunitami celé Evropské unie i mimo ni. Iniciativa LINC vznikla mezi místními akčními skupinami před více než deseti lety. Účastníci, z řad předních odborníků v oblasti rozvoje venkova, si kromě výměny zkušeností z realizací různorodých projektů přijdou na své také díky sportovním a kulinářským zážitkům daného regionu, kde se konference LINC právě koná. Konference se každý rok koná na jiném místě v Evropě. V České republice se konala poprvé.